# William Charles Redfield
William Charles Redfield (Middletown (Connecticut), 26 de março de 1789 — Nova Iorque, 12 de fevereiro de 1857) foi um meteorologista estadunidense.
Foi um dos fundadores da Associação Americana para o Avanço da Ciência e seu primeiro presidente, em 1848.
William Charles Redfield é conhecido em meteorologia por suas observações sobre a direção do vento em ciclones tropicais (sendo um dos primeiros a propor que ciclones tropicais são grandes vortex circulares), embora John Farrar tenha efetuado observações similares seis anos antes.
Redfield organizou e participou da primeira expedição ao Mount Marcy em 1837. Foi o primeiro a supor que o Marcy era o ponto mais alto nas montanhas Adirondack, e portanto no estado de Nova Iorque. O monte Redfield foi denominado em sua homenagem por Verplanck Colvin.